# Tyrtov (île)
L'île Tyrtov (en russe Остров Тырто́в, latinisé « ostrov Tyrtov ») est une île russe du groupe des îles Vostotchnye faisant elles-mêmes parties de l'archipel Nordenskiöld. Elle se trouve dans la mer de Kara.

## Géographie

### Situation
L'île est située au sud du groupe et elle est l'une des plus grandes de celui-ci. Au nord se trouvent les îles Bianki, Salome et Matros, au nord-est les îles Evgueni Fiodorov et l'île Nord toutes dans le détroit Spokoïny (détroit de la tranquillité). Sur la côte orientale se trouve la petite île Jeleznakov et, un peu loin, l'île de Lovtsov.

### Géographie physique
L'île est exempt de glace. Elle a une forme allongée, étroite et irrégulière du nord au sud. L'île rappelle un « Y » majuscule inversé avec une petite péninsule au nord-ouest (la pointe Melville). La longueur de l'île, entre le cap Carluque au nord et le cap Vykhodnoï, est de 16 kilomètres. Sa largeur varie de quelques centaines de mètres dans la partie la plus étroite jusqu'à 5-6 kilomètres au sud.
La côte est parsemée de baies : la baie sud délimitée à l'ouest par la pointe Barlett, la baie de Niedzwiecki au-delà de la péninsule des galets et à l'ouest, entre la pointe du Renne et la pointe Melville, la baie Nord. Deux baies, séparées par le cap Ovale, ne portent pas de noms.
La majeure partie de l'île est couverte de petits plateaux bas et plats situés entre 12 et 36 mètres. Le point culminant de l'île, de 36 mètres, se trouve vers le centre, près du cap Melville.

### Hydrographie
De petits ruisseaux saisonniers, sans nom, parcourent l'île en été et gèlent en hiver. À l'ouest, se trouvent de petits lacs sans drainage, qui sont pour la plupart d'anciens lagons refermés. Les parties de l'île situées à proximité du cap Melville et dans la partie sud sont parfois partiellement submergées.

## Histoire
L'île a été découverte en 1901 par la Zaria sous le commandement de Eduard von Toll et nommé en l'honneur de l'amiral de la marine russe Pavel Petrovitch Tyrtov. Le nom Tyrtov était à l'origine seulement donné à la partie nord de l'île, alors considérée comme séparée du reste, mais depuis 1939 le nom s'est étendu à toute l'île.
En 1940, la station polaire Tyrtov fut établie sur l'île, aujourd'hui inactive.
Certaines caractéristiques géographiques de l'île ont été nommées d'après des personnalités : la pointe Melville fut nommée en l'honneur de l'explorateur arctique américain George W. Melville et la baie Niedzwiecki - en l'honneur de l'explorateur polaire soviétique Joseph Markovich Niedzwiecki.

## Protection
Comme le reste de l’archipel, elle fait partie de la réserve naturelle du Grand Arctique depuis 1993.

## Sources
- (ru) Cet article est partiellement ou en totalité issu de l’article de Wikipédia en russe intitulé « Тыртов (остров) » (voir la liste des auteurs).